# The Fugitive (The Twilight Zone)
"The Fugitive" is een aflevering van de Amerikaanse televisieserie The Twilight Zone.

## Inhoud

### Opening
It's been said that science fiction and fantasy are two different things: science fiction the improbable made possible; fantasy, the impossible made probable. What would you have if you put these two different things together? Well, you'd have an old man named Ben who knows a lot of tricks most people don't know and a little girl named Jenny who loves him, and a journey into the heart of the Twilight Zone. 
— Rod Serling

### Verhaal
Het verhaal begint in een park waar een groep kinderen honkbal aan het spelen is met een oudere man genaamd Old Ben. Vervolgens spelen ze "Spaceman" en zoals altijd moet Ben het ruimtemonster spelen omdat hij dat als enige overtuigend kan. Hij verdwijnt achter een boom en komt weer tevoorschijn in een monsterlijke gedaante.
Die middag brengt Ben een van de kinderen, Jenny, naar haar huis. Jenny woont bij haar onsympathieke tante Agnes Gann en kan maar moeilijk lopen. Wanneer ze bij haar huis arriveren laat Ben zijn rolschaatsen in het niets verdwijnen. Dit wordt gezien door twee mannen. Ze lijken echter totaal niet onder de indruk van wat ze hebben gezien. Wanneer Ben en Jenny binnen zijn, gaan ze ook naar het huis en vragen naar Ben. Agnes denkt dat de twee mannen van de politie zijn en is niet verbaasd dat ze Ben komen halen. Ze vindt hem maar een eng iemand, maar in werkelijkheid kan ze hem niet uitstaan omdat zijn persoonlijkheid precies het tegenovergestelde is van die van haar.
Jenny hoort het gesprek tussen haar tante en de twee mannen. Ze gaat naar Bens appartement om hem te waarschuwen. Hierop onthult Ben een geheim: hij komt van een andere planeet en is al een tijdje op de vlucht voor de twee mannen. Zijn huidige uiterlijk van een oude man is slechts een vermomming. Volgens hem is het weer tijd om te vluchten. Hij haalt een vreemd apparaat tevoorschijn waarmee hij Jenny's been geneest en vertrekt.
De twee mannen zien dat Jenny opeens normaal kan lopen en beseffen dat Ben hier iets mee te maken heeft. Ze besluiten Jenny tijdelijk zwaar ziek te maken zodat Ben wel terug moet komen om haar te helpen. Wanneer Ben terugkeert, wordt hij door de twee mannen opgewacht. De mannen onthullen meer over Ben: hij is niet zomaar een voortvluchtige, hij is de koning van hun planeet. Hij kon de druk van het regeren niet meer aan, daarom was hij vertrokken. Ben stemt toe om mee te gaan daar zijn volk hem mist.
Jenny wil met Ben mee, maar dit is tegen de regels. Daarom komt ze met een plan. Ze haalt Ben over om zich te vermommen als haar. Wanneer de twee mannen Ben komen halen, zien ze enkel de twee Jenny’s. Omdat ze niet in staat zijn de echte Jenny van de vermomde Ben te onderscheiden moeten ze noodgedwongen beiden meenemen.

### Slot
Mrs. Gann will be in for a big surprise when she finds this under Jenny's pillow, because Mrs. Gann has more temper than imagination. She'll never dream that this is a picture of Old Ben as he really looks, and it will never occur to her that eventually her niece will grow up to be an honest-to-goodness queen, somewhere in the Twilight Zone.
— Rod Serling

## Rolverdeling
- Old Ben: J. Pat O'Malley
- Jenny: Susan Gordon
- Mrs. Gann: Nancy Kulp
- Eerste achtervolger: Wesley Lau
- Tweede achtervolger: Paul Tripp
- Dokter: Russ Bender
- Howie Gutliff: Stephen Talbot
- Pitcher: Johnny Eiman

## Trivia
- Tijdens zijn slotdialoog toont Rod Serling het publiek een foto van een jonge man en zegt dat dit Bens werkelijke gedaante is. De vraag wie de man op de foto is heeft fans van de serie jarenlang beziggehouden omdat hij niet op de aftiteling vermeld staat.
- Deze aflevering staat op volume 8 van de dvd-reeks.